# Juraj Miškov
Juraj Miškov (ur. 15 kwietnia 1973 w Bratysławie) – słowacki menedżer i polityk, w latach 2010–2012 minister gospodarki w rządzie Ivety Radičovej.

## Życiorys
Ukończył w 1994 studia na Wydziale Filozoficznym Uniwersytetu Komeńskiego w Bratysławie, a w 2001 podyplomowe studia z zakresu zarządzania na tej uczelni. Krótko pracował w mediach, następnie jako dyrektor zarządzający różnych przedsiębiorstw. W 2010 został wiceprzewodniczącym partii Wolność i Solidarność. W tym samym roku uzyskał mandat poselski, którego nie objął z uwagi na powołanie w lipcu tego samego roku w skład rządu Ivety Radičovej na stanowisko ministra gospodarki, którym był do kwietnia 2012. W przedterminowych wyborach w 2012 został wybrany do Rady Narodowej VI kadencji.